# Торречива
Торречива, Торре-Чива (ісп. Torrechiva (офіційна назва), валенс. Torre-xiva) — муніципалітет в Іспанії, у складі автономної спільноти Валенсія, у провінції Кастельйон. Населення — 96 осіб (2010).

## Географія
Муніципалітет розташований на відстані близько 280 км на схід від Мадрида, 31 км на захід від міста Кастельйон-де-ла-Плана.

## Демографія
Динаміка населення (INE ):

## Галерея зображень

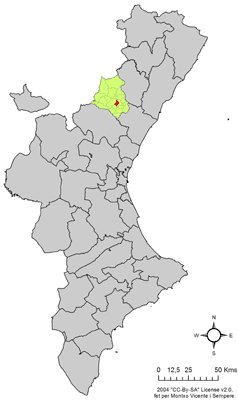
Розташування муніципалітету Торречива у автономній спільноті Валенсія
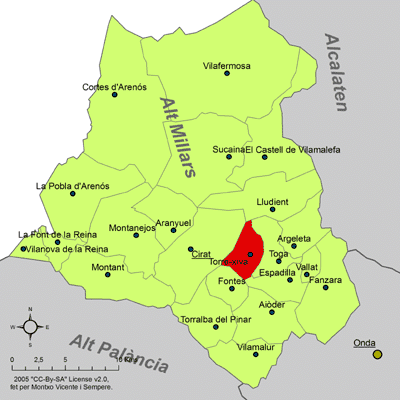
Розташування муніципалітету Торречива у комарці Альто-Міхарес
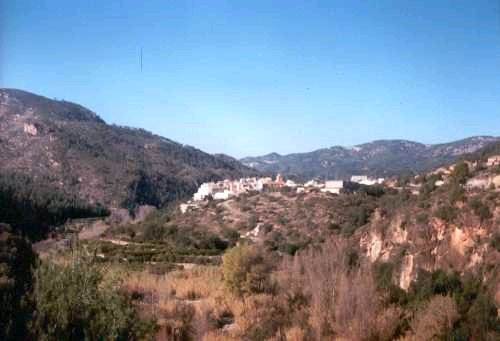
Панорама
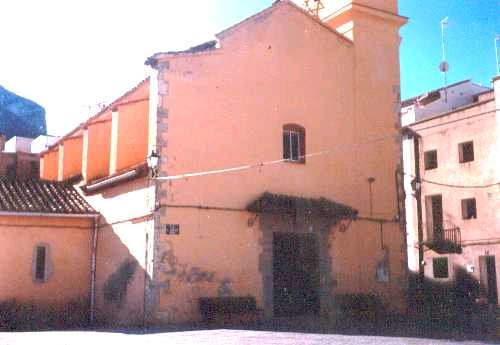
Парафіяльна церква